# Премия Лоренса Оливье за лучшую новую постановку оперы
Премия Лоренса Оливье за лучшую новую постановку оперы (англ. Laurence Olivier Award for Best New Opera Production) — британская награда, присуждаемая Театральным сообществом Лондона, в качестве признания профессиональных достижений в сфере театра. Была создана в 1976 году и переименована 1984 году в честь великого британского актера.

## Победители
- 1993 Стиффелио — Лондонская Королевская опера
- 1994 Осуждение Фауста — Лондонская Королевская опера
- 1995 Хованщина — Английская национальная опера
- 1996 Билли Бад — Лондонская Королевская опера
- 1997 Тристан и Изольда — Английская национальная опера
- 1998 Пол Буньян — Лондонская Королевская опера
- 1999 Милосердие Тита — Уэльская национальная опера
- 2000 Гензель и Гретель — Уэльская национальная опера
- 2001 Греческая страсть — Лондонская Королевская опера
- 2002 Бульвар Одиночество — Лондонская Королевская опера
- 2003 Воццек — Лондонская Королевская опера
- 2004 Троянцы — Английская национальная опера
- 2005 Леди Макбет Мценского уезда — Лондонская Королевская опера
- 2006 Мадам Баттерфляй — Английская национальная опера
- 2007 Енуфа — Английская национальная опера
- 2008 Пеллеас и Мелизанда — Независимая опера
- 2009 Парфенопа — Английская национальная опера
- 2010 Тристан и Изольда — Лондонская Королевская опера
- 2011 Богема — Сохо
- 2012 Кастор и Поллукс — Колизеум
- 2013 Эйнштейн на пляже — Барбикан
- 2014 Сицилийская вечерня — Лондонская Королевская опера
- 2015 Нюрнбергские мейстерзингеры — Колизеум[1]
- 2016 Сельская честь/Паяцы — Лондонская Королевская опера[2]
- 2017 Эхнатон — Английская национальная опера
- 2018 Семирамида — Лондонская Королевская опера
- 2019 Катя Кабанова — Лондонская Королевская опера
- 2020 Билли Бадд — Лондонская Королевская опера
- 2022 Енуфа — Лондонская Королевская опера
- 2023 Альцина — Лондонская Королевская опера
- 2024 Невинность — Лондонская Королевская опера